# Bullacris unicolor
Bullacris unicolor is een rechtvleugelig insect uit de familie Pneumoridae. De wetenschappelijke naam is gepubliceerd in 1758 door Linnaeus in de tiende editie van Systema naturae.
1. ↑  (en) Bullacris unicolor op de IUCN Red List of Threatened Species.